# Площадь Святого Петра
Площадь Святого Петра, или Пьяцца Сан Пьетро (итал. Piazza San Pietro) — площадь перед главным собором христианского мира — базиликой Святого Петра в Ватикане. Площадь создана по проекту архитектора итальянского барокко Джованни Лоренцо Бернини в 1656—1667 годах. Представляет собой одно из выдающихся произведений градостроительного искусства.
Композиция площади, как и сам собор, формировалась постепенно трудами многих архитекторов. Папа римский Сикст V в 1585 году предпринял грандиозные работы по перестройке и благоустройству города, прокладывая новые улицы и расширяя площади, оформляя их дворцовыми фасадами и акцентируя городские центры с помощью древнеримских обелисков.
В 1586 году папа поручил опытному архитектору и инженеру Доменико Фонтана оформить площадь перед собором Святого Петра с помощью обелиска — мощной вертикальной доминанты, соответствующей величию Ватикана. Пространство перед базиликой Сан-Пьетро представляло собой в то время неприглядный пустырь. На архитектора была возложена сложная задача по транспортировке и установке обелиска. Работа заняла четыре месяца. Высота ватиканского обелиска составляет 25,5 метров, вместе с постаментом — 41 метр. Вес — 350 тонн. Обелиск привезли в Рим из Гелиополя во времена правления императора Калигулы в 37 году. В Риме он был установлен в центре Цирка Нерона. Обелиск оставался на месте и после запустения Цирка, на территории императорских садов — ныне Ватикана, там, где, согласно преданию, был подвергнут истязаниям, а затем и казнён Апостол Пётр. Сначала обелиск положили горизонтально и закрепили на специальной платформе, а затем с помощью лебёдок и катков протянули к месту установки. Для этой операции, которой руководил сам Доменико Фонтана, потребовалось 800 рабочих, 75 лошадей и 44 лебедки. При помощи дубовых лесов, построенных наподобие огромной пирамиды, обелиск медленно поднимали на пьедестал.
Эта операция до настоящего времени считается чудом инженерного искусства. Строительные события в Сикстинском Риме были описаны и проиллюстрированы гравюрами самим Фонтана в книге «О транспортировке Ватиканского обелиска и зданий нашего господина Папы Сикста V, выполненной кавалером Доменико Фонтана архитектором Его Святейшества, опубликованной в Риме в 1590 году» (Della trasportatione dell’obelisco Vaticano et delle fabriche di nostro signore papa Sisto V fatte dal cavallier D. F. architetto di Sua Santità, pubblicato a Roma nel 1590). Согласно легенде, в шаре на вершине обелиска находился прах Юлия Цезаря. При перемещении обелиска там не обнаружили ничего, кроме городской пыли. Шар, однако, поместили в Капитолийские музеи, а на его месте укрепили бронзовый крест с лучами, в который вмонтирована реликвия — частица Святого Креста Распятия.
В 1607—1612 годах по указанию папы Павла V архитектор Карло Мадерна построил гигантский, 114,69 метров в ширину и 45,55 метров в высоту, новый фасад собора. Центральная часть фасада оформлена восемью мощными колоннами коринфского ордера (нижний диаметр колонн 3 м!) с раскреповкой антаблемента, и неравными интерколумниями (расстояниями между осями колонн). Их сближение к центру и лёгкое выдвижение вперёд создаёт типично барочную «волну».
Одновременно со строительством собора потребовалось обустроить площадь перед ним, которая вместила бы большое количество людей, стекающихся к собору получить папское благословение и принять участие в религиозных празднествах. Эту задачу по поручению папы Александра VII выполнил Джованни Лоренцо Бернини. В 1656—1667 годах по его проекту построили мощную колоннаду, «властно захватывающую площадь своими исполинскими щипцами». Два полукольца поставленных в четыре ряда 284 колонны тосканского ордера из серовато-желтоватого травертина окружают овальную в плане площадь максимальной ширины в 196 метров. Бернини намеревался замкнуть колоннады, оставив два небольших проезда (по одному из вариантов проекта: построить триумфальную арку), и тем самым превратить площадь Сан-Пьетро в полностью изолированный от города «остров молитвы». Но этот план осуществлён не был. Д. Е. Аркин прозорливо отмечал, что «все барочные площади Рима… не сливаются с городом, а всегда отделены от него и живут своей самостоятельной внутренней жизнью». Вместе с этим площадь Святого Петра — «подлинное средоточие мира барокко», и эта площадь «также не имеет никаких архитектурных связей с городским комплексом, с его пространством, с его улицами, с его жизнью».
От овала площади по направлению к собору также ведут колоннады, расширяющиеся по мере приближения к фасаду храма, что компенсирует перспективное сокращение и усиливает ощущение величия окружающего пространства: колонны и расстояния между ними кажутся увеличивающимися в размере. Ещё один секрет площади заключается в том, что основная площадь плавно понижается к центру, где находится обелиск, но далее, по мере приближения к собору, повышается наподобие наклонного подиума, что создаёт физическое напряжение и ощущение «втягивания» в предхрамовое пространство. По сторонам такого подиума установлены две статуи: Святого Петра и Святого Павла (Дж Де Фабрис и А. Тадолини, 1847). «Колоннада, мешавшая приблизиться к фасаду, теперь тянет к нему, схватывает и как бы запирает вас внутри площади или внутри самого храма… Площадь включена в здание, площадь сама стала развитием и продолжением здания, и, достигая широких ступеней лестницы, приблизившись к колоссальному фасаду и, наконец, входя в собор, уже не чувствуешь перехода от внешнего пространства к интерьеру: этот переход произошёл раньше, в тот момент, когда вы вступили в окружение берниниевской колоннады».
Считается, что колоннады в сочетании с собором с высоты «птичьего полёта» образуют символическую форму «ключа Св. Петра», что является произвольным домыслом и не имелось в виду создателями ансамбля. От обелиска по брусчатке расходятся лучи из травертина, как бы напоминая о том, что в античности обелиск выполнял роль гномона. По сторонам от обелиска симметрично расположены два фонтана, впоследствии получивших название «римских», — работы К. Мадерна (справа) и Дж. Л. Бернини (слева). Историк архитектуры и градостроительства З. Гидион подчёркивал, что «колоннада Бернини представляет собой шедевр точного моделирования, рассчитанного до последнего сантиметра». Действительно, между фонтанами и обелиском есть две точки, отмеченные на мостовой дисками, откуда колоннада во все стороны кажется построенной не из четырёх, а из одного ряда колонн.
«Римские фонтаны» стали прообразом многих других фонтанов на площадях городов Европы, например, на Площади Согласия в Париже. Два одинаковых по конструкции и оформлению римских фонтана в 1739 году построили в Нижнем парке Петергофа под Петербургом (позднее многократно перестроены).
В 1936 году Бенито Муссолини, согласно большому плану благоустройства итальянской столицы, проложил от Площади Святого Петра до набережной Тибрa новую улицу: Виа делла Кончилиационе («Улицу примирения»; итал. Via della Conciliazione), которая, уничтожив нагромождения случайных построек, образовала перспективу в качестве продолжения главной оси ансамбля от центра фасада собора через обелиск и далее. Длина улицы составляет около 500 м. Окончательно улица была построена только к Юбилейному году Католической церкви (1950). На улице расположен ряд значимых исторических и религиозных сооружений — Палаццо Торлония, Палаццо дей Пенитенцьери, Палаццо дей Конвертенди, церкви Санта-Мария-ин-Траспонтина и Санто-Спирито-ин-Сассия.

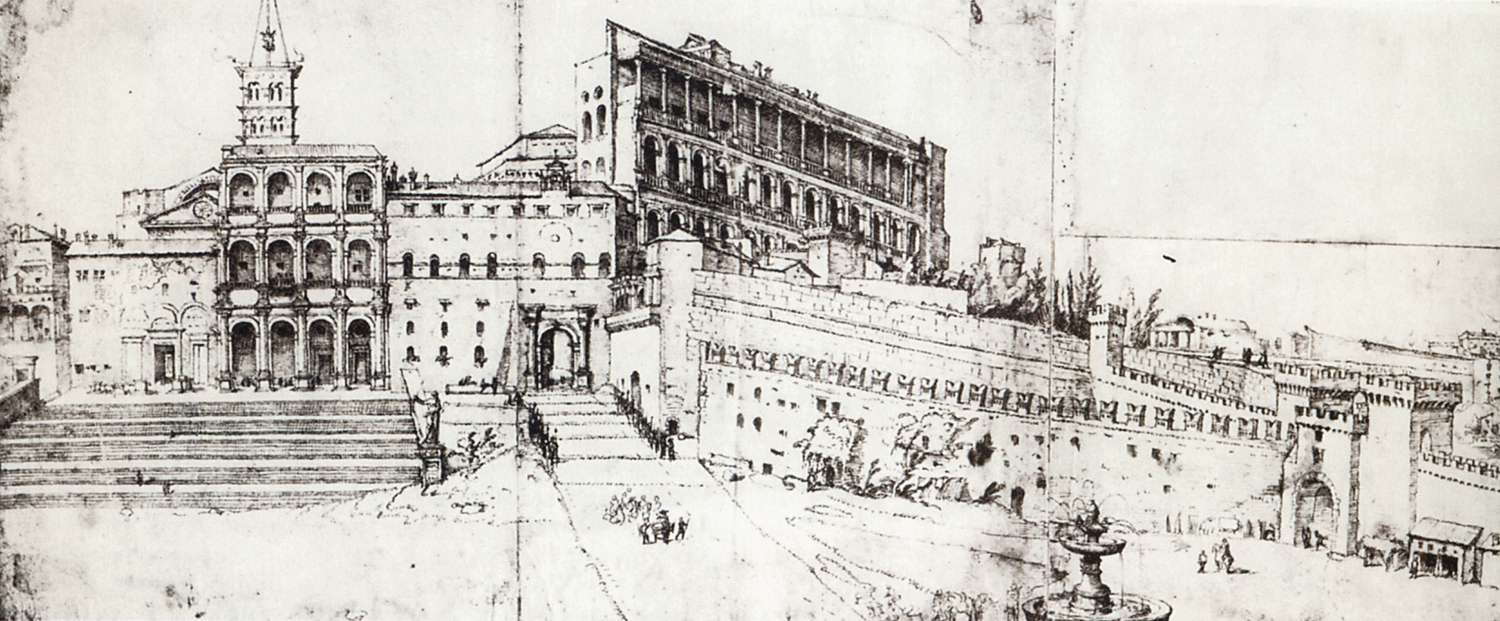
Старая базилика Св. Петра и площадь. Рисунок М. ван Хемскерка. 1530-е гг. Галерея Альбертина, Вена
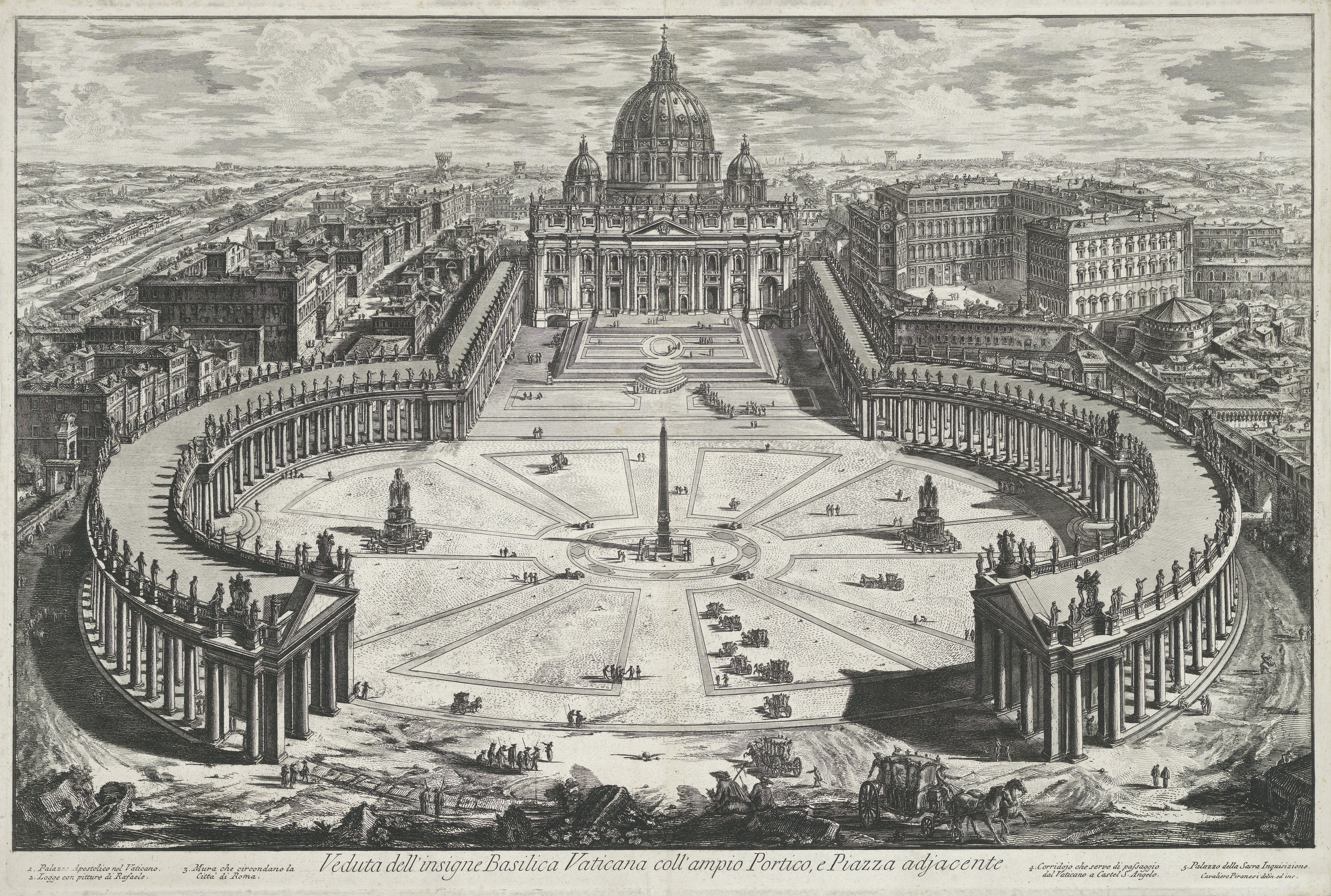
Дж. Б. Пиранези. Вид площади Святого Петра. Из серии «Виды Рима». 1760-е гг. Офорт
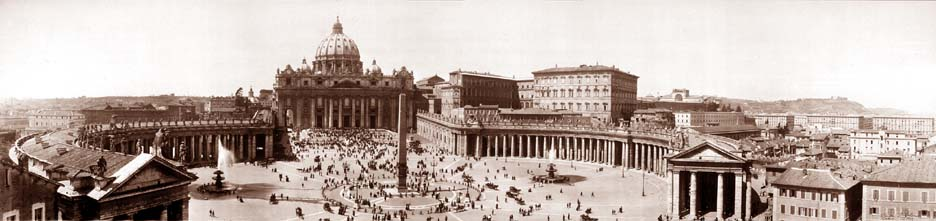
Вид площади перед собором в 1909 году
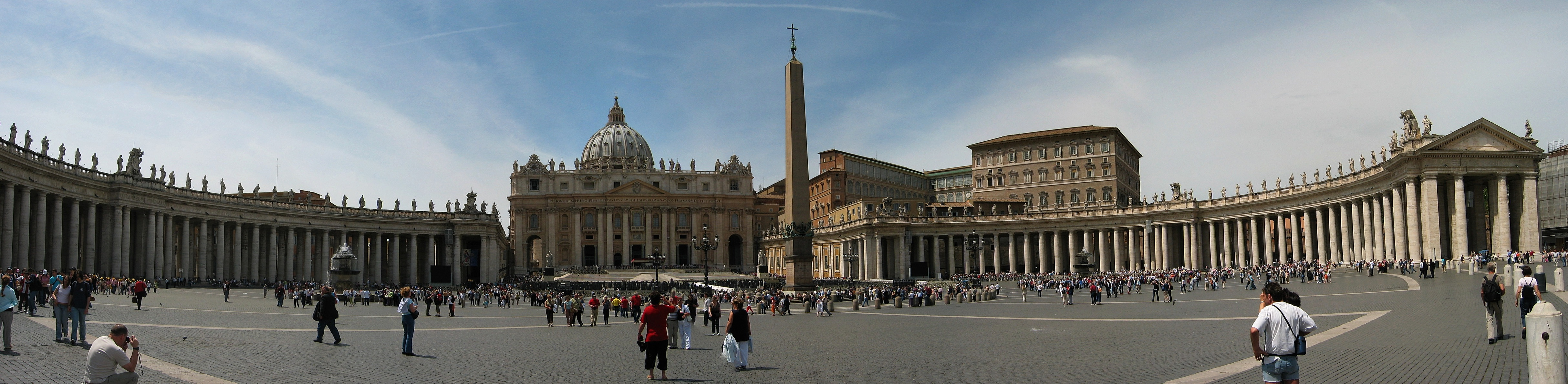
Панорама площади Святого Петра
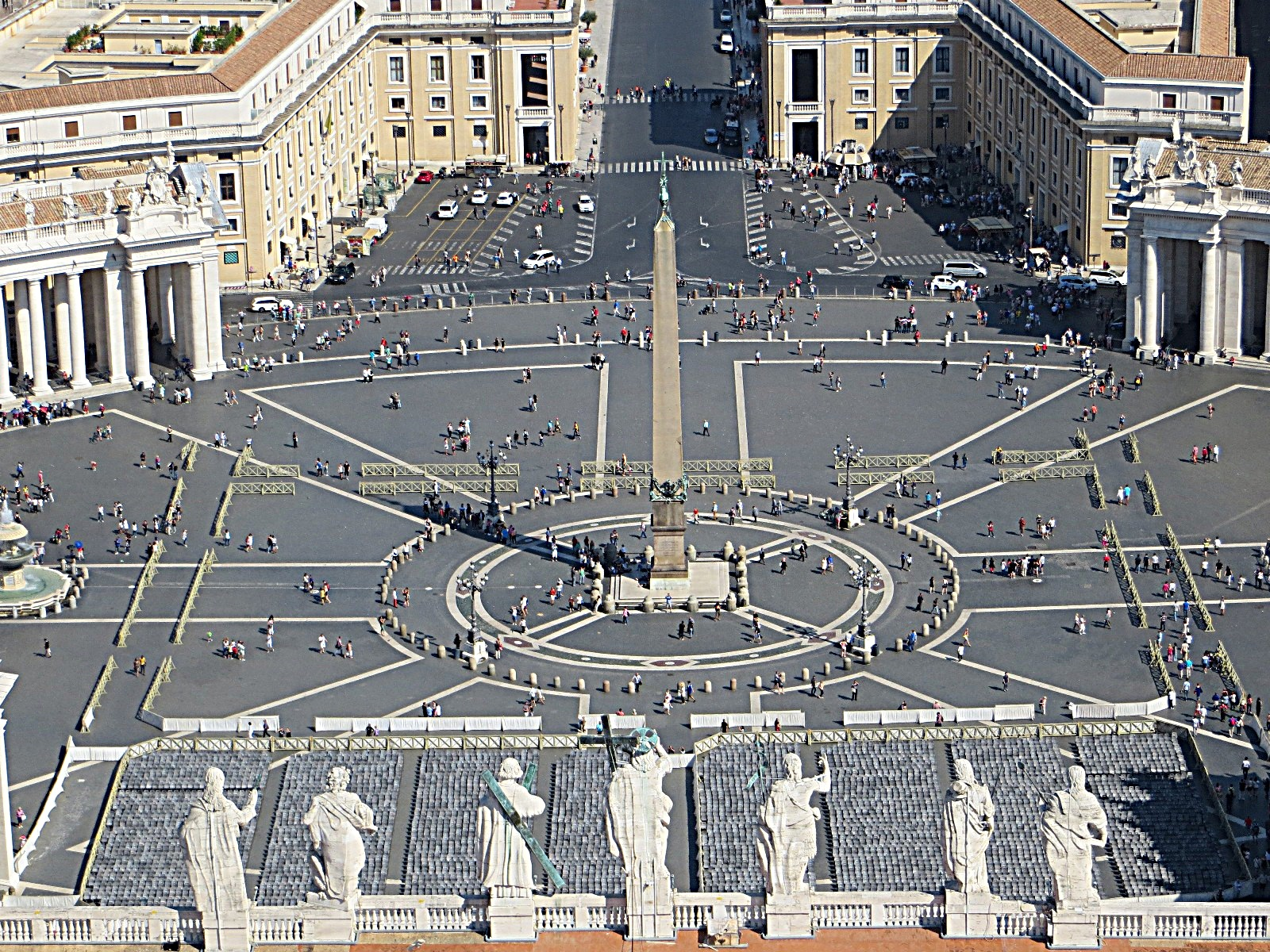
Ватиканский обелиск и площадь. Панорама с кровли собора
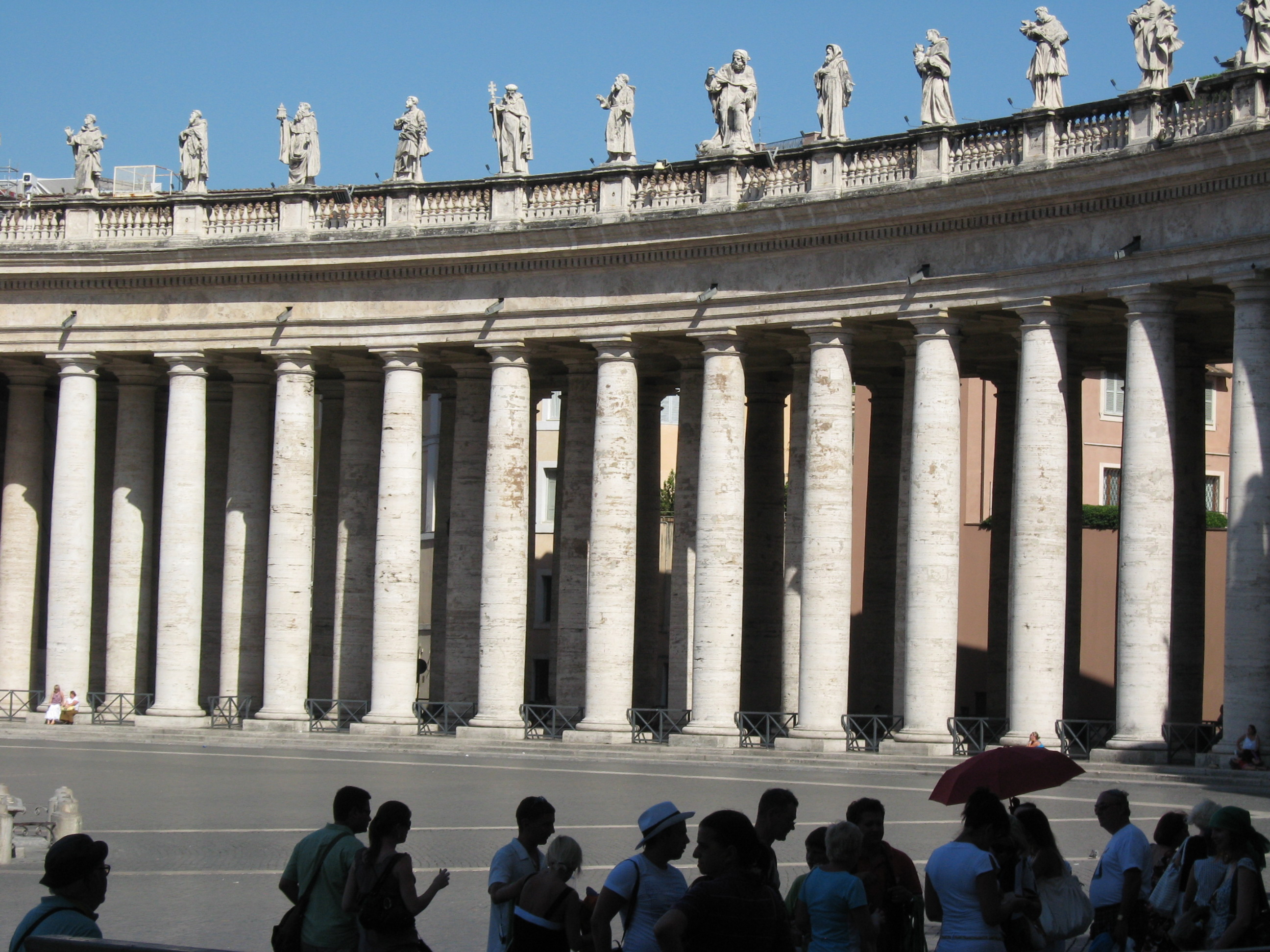
Колоннада Бернини
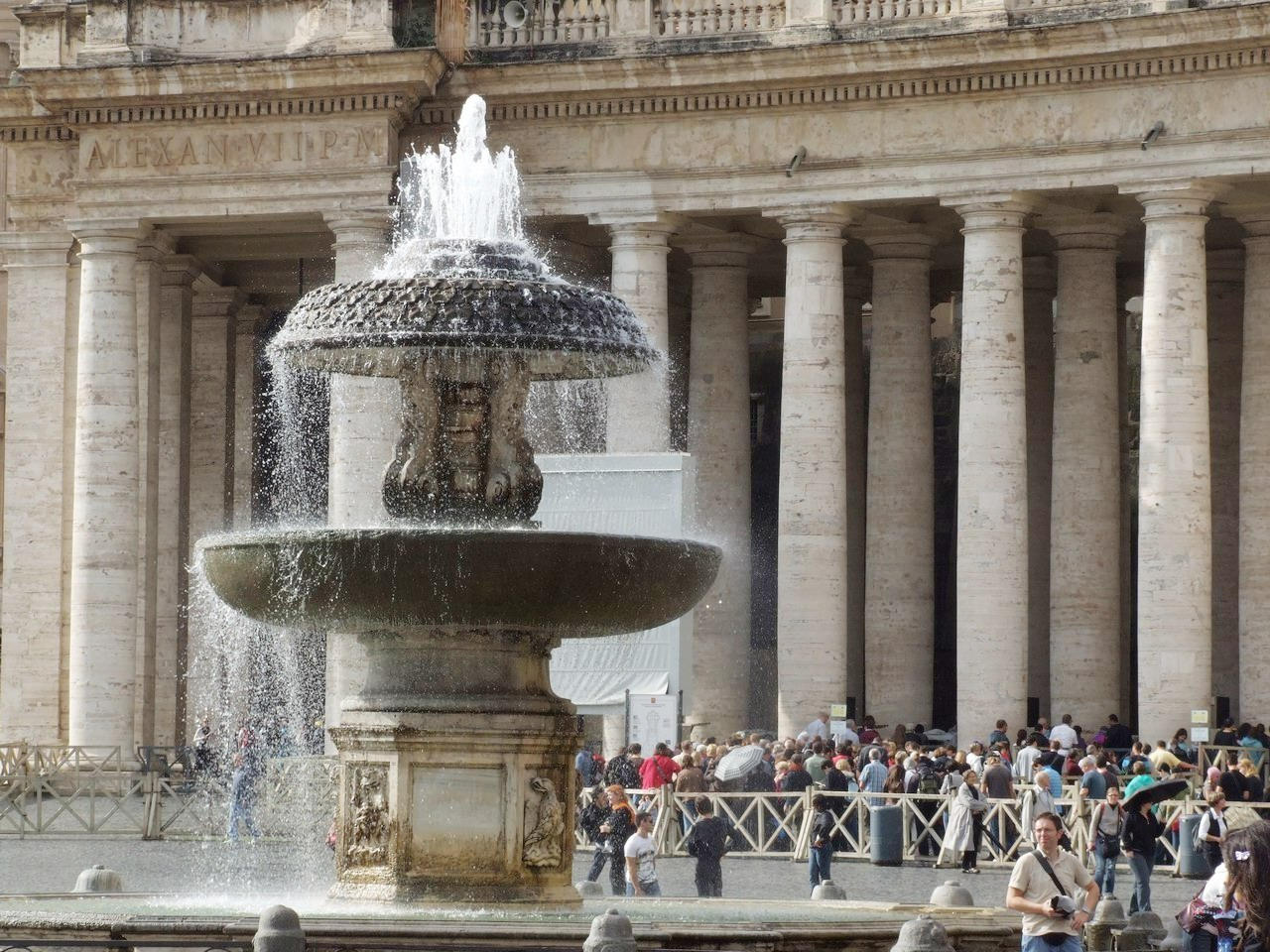
Один из Римских фонтанов